# Комсомольський (Палласовський район)
Комсомольський (рос. Комсомольский) — селище у Палласовському районі Волгоградської області Російської Федерації.
Населення становить 1263  особи. Входить до складу муніципального утворення Комсомольське сільське поселення.

## Історія
Селище розташоване у межах українського історичного та культурного регіону Жовтий Клин.
Згідно із законом від 30 грудня 2004 року № 982-ОД органом місцевого самоврядування є Комсомольське сільське поселення.

## Населення
| 2010 | 2012  | 2013  | 2014  | 2015  | 2016  | 2017  |
| ---- | ----- | ----- | ----- | ----- | ----- | ----- |
| 1285 | ↘1278 | ↘1276 | ↘1267 | ↗1272 | ↗1277 | ↘1263 |